# Episodi di Il commissario Köster (quarantacinquesima stagione)
La quarantacinquesima stagione della serie televisiva Il commissario Köster è stata trasmessa in prima visione negli Germania da ZDF dal 2 aprile al 21 maggio 2021.
| n. | Titolo originale    | Titolo italiano | Prima TV Germania | Prima TV Italia |
| -- | ------------------- | --------------- | ----------------- | --------------- |
| 1  | Falsche Identität   |                 | 2 aprile 2021     |                 |
| 2  | Unsterblich         |                 | 9 aprile 2021     |                 |
| 3  | Kein Entkommen      |                 | 16 aprile 2021    |                 |
| 4  | Trügerische Liebe   |                 | 23 aprile 2021    |                 |
| 5  | Freier Fall         |                 | 30 aprile 2021    |                 |
| 6  | Nicht schuldig      |                 | 7 maggio 2021     |                 |
| 7  | Toxische Verbindung |                 | 14 maggio 2021    |                 |
| 8  | Verspottung         |                 | 21 maggio 2021    |                 |